# Liste der Biografien/Pole
Liste der Biografien |
Portal Biografien |
Personensuche
# |
A |
B |
C |
D |
E |
F |
G |
H |
I |
J |
K |
L |
M |
N |
O |
P |
Q |
R |
S |
T |
U |
V |
W |
X |
Y |
Z |
?
 
Pa |
Pc |
Pe |
Pf |
Ph |
Pi |
Pj |
Pk |
Pl |
Pm |
Pn |
Po |
Pr |
Ps |
Pt |
Pu |
Pv |
Pw |
Py
 
Poa |
Pob |
Poc |
Pod |
Poe |
Pof |
Pog |
Poh |
Poi |
Poj |
Pok |
Pol |
Pom |
Pon |
Poo |
Pop |
Por |
Pos |
Pot |
Pou |
Pov |
Pow |
Pox |
Poy |
Poz
 
Pola |
Polc |
Pold |
Pole |
Polf |
Polg |
Polh |
Poli |
Polj |
Polk |
Poll |
Polm |
Poln |
Polo |
Pols |
Polt |
Polu |
Polv |
Polw |
Poly |
Polz
Die Liste der Biografien führt alle Personen auf, die in der deutschsprachigen Wikipedia einen Artikel haben. Dieses ist eine Teilliste mit 136 Einträgen von Personen, deren Namen mit den Buchstaben „Pole“ beginnt.

## Pole
- Polé (1945–2022), brasilianischer Wasserballspieler
- Pole (* 1967), deutscher Dub-Techno-Musiker, Musikproduzent, Mastering Engineer und Labelbetreiber
- Pole, Anna Alma († 1944), lettische Widerstandsleistende gegen die nationalsozialistische Gewaltherrschaft
- Pole, Arthur, englischer Höfling und Ritter
- Pole, Charles († 1779), britischer Politiker
- Pole, Charles (1757–1830), britischer Admiral, Adliger und Politiker
- Pole, Courtenay, englischer Adliger, Militär und Politiker
- Pole, Geoffrey († 1558), englischer Ritter
- Pole, Gruffudd de la, walisischer Adliger
- Pole, Henry, 1. Baron Montagu (1492–1539), englischer Adliger
- Pole, Jack R. (1922–2010), britischer Historiker
- Pole, John de la, 1. Earl of Lincoln († 1487), englischer Peer
- Pole, John de la, 2. Duke of Suffolk (1442–1492), englischer Adliger
- Pole, John, 1. Baronet, englischer Adliger und Politiker
- Pole, John, 3. Baronet (1649–1708), englischer Adliger und Politiker, Mitglied des House of Commons
- Pole, John, 5. Baronet († 1760), britischer Adliger
- Pole, Margaret, 8. Countess of Salisbury (1473–1541), englische Adelige und MärtyrerinMargaret Pole, 8. Countess of Salisbury (1473–1541)

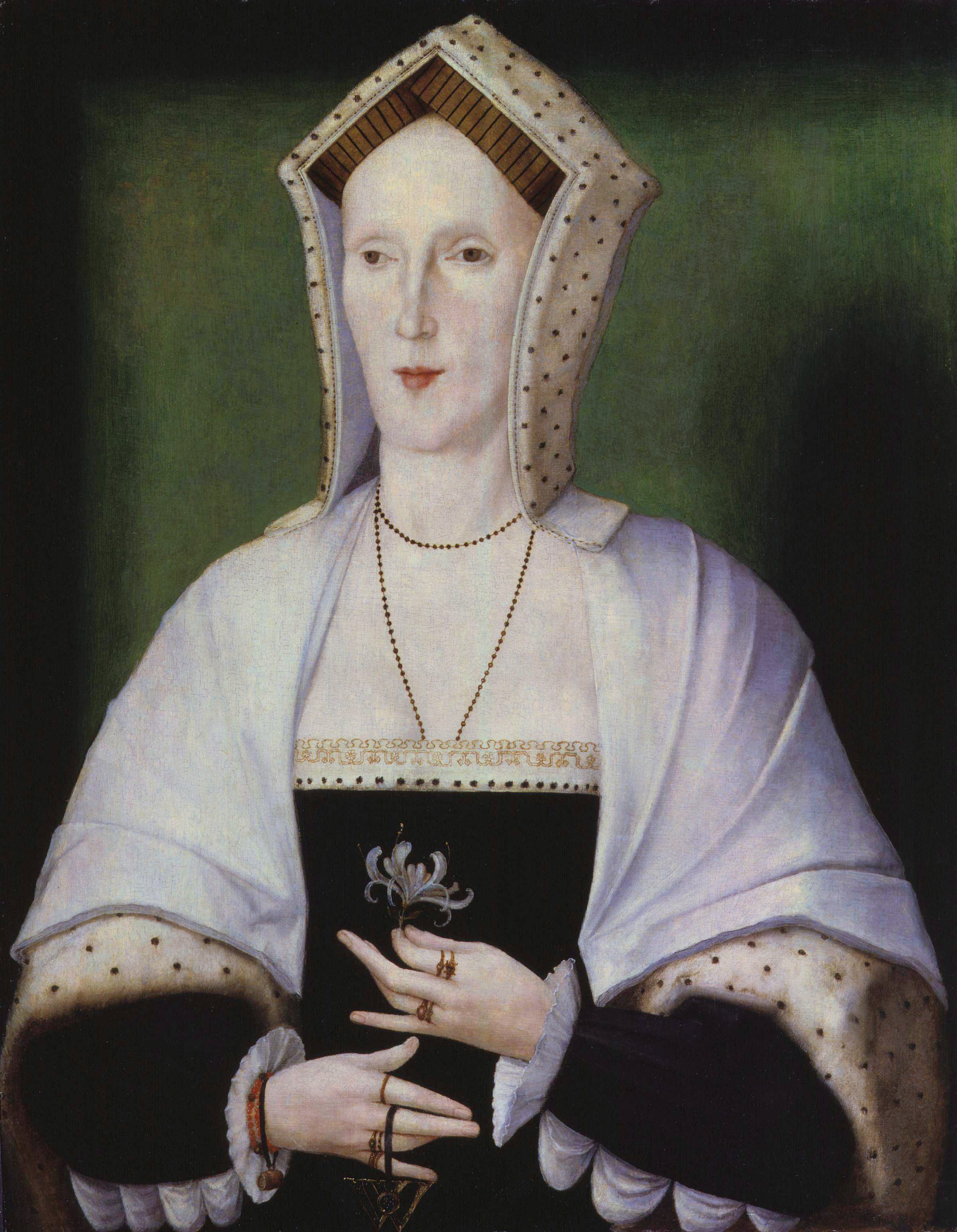
Margaret Pole, 8. Countess of Salisbury (1473–1541)

- Pole, Michael de la, 1. Earl of Suffolk (1330–1389), englischer Adeliger
- Pole, Michael de la, 2. Earl of Suffolk († 1415), englischer Adliger
- Pole, Michael de la, 3. Earl of Suffolk (1394–1415), englischer Adeliger
- Pole, Owen De La († 1293), Lord von Powys (Wales)
- Pole, Reginald (1500–1558), englischer Geistlicher, Erzbischof von Canterbury
- Pole, Richard (1462–1505), englischer Ritter walisischer Abstammung
- Pole, Richard de la († 1525), englischer Adliger
- Pole, Ursula († 1570), englische Adelige
- Pole, William (* 1515), englischer Politiker, Abgeordneter des House of Commons
- Pole, William, englischer Adliger, Politiker und Antiquar
- Pole, William, englischer Adliger und Politiker
- Pole, William de la († 1366), englischer Kaufmann und Bankier
- Pole, William de la, 1. Duke of Suffolk (1396–1450), englischer Adeliger
- Pole, William, 4. Baronet († 1741), britischer Adliger und Politiker, Mitglied des House of Commons
- Pole, William, 7. Baronet (1782–1847), britischer Adliger
- Pole, William, 9. Baronet (1816–1895), britischer Adliger
- Pole-Carew, Reginald (1753–1835), britischer Politiker, Abgeordneter des House of Commons
- Pole-Carew, Reginald (1849–1924), britischer Offizier und Politiker
- Pole-Carew, William (1811–1888), britischer Politiker, Abgeordneter im House of Commons
- Pole-Evans, Illtyd Buller (1879–1968), walisischer Botaniker im Gebiet der Mykologie und Spermatophyten

### Polec
- Poleck, Fritz (1905–1989), deutscher Heeresoffizier
- Poleck, Theodor (1821–1906), deutscher Chemiker und Pharmazeut; Hochschullehrer und Rektor in Breslau

### Poled
- Poledna, Mathias (* 1965), österreichischer Künstler
- Poledňáková, Marie (1941–2022), tschechische Regisseurin, Drehbuchautorin und Medienunternehmerin
- Poledne, Franz (1873–1932), österreichischer Maler und Illustrator
- Poledouris, Basil (1945–2006), US-amerikanischer Filmkomponist
- Poledrini, Alfredo (1914–1980), italienischer Geistlicher, römisch-katholischer Erzbischof und Diplomat des Heiligen Stuhls

### Polef
- Polefka, Bernhard (1910–1942), deutscher römisch-katholischer Geistlicher, Steyler Missionar und Märtyrer

### Polej
- Polejowski, Maciej, Bildhauer
- Polejowski, Piotr (1734–1776), Lemberger Bildhauer, Schnitzer und Architekt des Rokoko

### Polek
- Poleksić, Vukašin (* 1982), montenegrinischer Fußballspieler

### Polem
- Polemarchos von Nikomedien, antiker griechischer Philosoph im Zeitalter des Hellenismus
- Polemius Silvius, römischer Autor
- Polemon, griechischer Maler
- Polemon, makedonischer Offizier
- Polemon I., König von Pontos (37–8/7 v. Chr.)
- Polemon II., König von Pontos
- Polemon von Athen, antiker griechischer Philosoph
- Polemon von Ilion, griechischer Autor
- Polemon von Laodikeia, Sophist und Rhetor

### Polen
- Polen, Doug (* 1960), US-amerikanischer Motorradrennfahrer
- Polencs, Māris, lettischer Marineoffizier
- Polenghi, Tiziano (* 1978), italienischer Fußballspieler
- Poleni, Giovanni (1683–1761), italienischer Mathematiker und Astronom
- Polenius, Matthias (1579–1631), brandenburgischer Hofrat und Hochschullehrer
- Polenow, Boris Konstantinowitsch (1859–1923), russischer Geologe, Petrologe, Mineraloge und Hochschullehrer
- Polenow, Konstantin Pawlowitsch (1835–1908), russischer Metallurg und Erfinder
- Polenow, Wassili Dmitrijewitsch (1844–1927), russischer Maler und Pädagoge
- Polenowa, Jelena Dmitrijewna (1850–1898), russische Malerin und Illustratorin
- Polensen, Günther (1910–1989), deutscher Schauspieler, Synchron- und Hörspielsprecher
- Polenská, Alena (* 1990), tschechische Eishockeyspielerin
- Polenske, Karl (1881–1949), deutscher Jurist und Hochschullehrer
- Polenski, Andreas (* 1966), deutscher Fußballspieler
- Polenski, Hermann († 1954), deutscher Fußballtorwart
- Polensky, Fritz (1876–1959), deutscher Bauingenieur und Bauunternehmer
- Polensky, Gustav (1846–1908), deutscher Tiefbauunternehmer
- Polensky, Helmut (1915–2011), deutscher Autorennfahrer und Unternehmer
- Polenta, Diego (* 1992), uruguayischer Fußballspieler
- Polentari, Agnes (1676–1726), Äbtissin von Lichtenthal
- Polentz, Georg von (1478–1550), deutscher Verwaltungsbeamter im Ordensstaat, erster evangelischer Bischof des Samlandes
- Polentz, Julius (1821–1869), deutscher Lehrer, Dichter und Redakteur
- Polentz, Samuel von (1698–1746), königlich preußischer Generalmajor
- Polenz, Christian Ernst von (1681–1752), sächsischer Generalleutnant
- Polenz, Christoph von († 1497), Landvogt der Neumark
- Polenz, Eduard von (1792–1863), sächsischer Beamter und Politiker, Abgeordneter des Sächsischen Landtags
- Polenz, Georg Friedrich August von (1741–1815), sächsischer Generalleutnant
- Polenz, Hans Albrecht von (1692–1760), preußischer Oberst und Chef des Königsberger Land-Regiment, Herr auf Progen und Erbhauptmann von Allenburg
- Polenz, Hans von († 1437), Landvogt der Niederlausitz
- Polenz, Harald (* 1949), deutscher Journalist und Autor
- Polenz, Hartmut (1940–2021), deutscher Prähistoriker
- Polenz, Jérôme (* 1986), deutscher Fußballspieler und -trainerJérôme Polenz (* 1986)

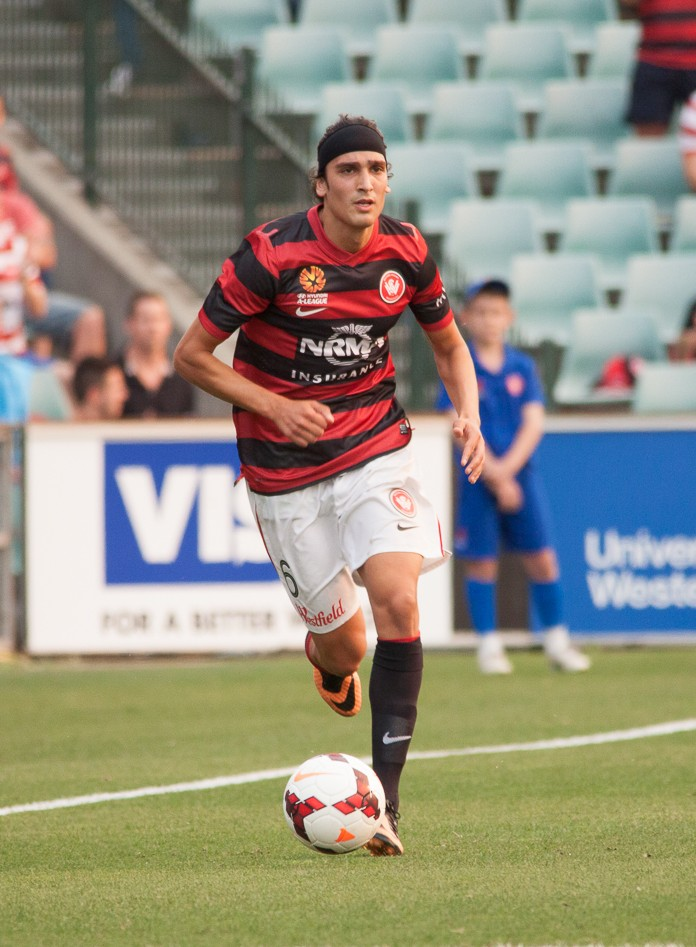
Jérôme Polenz (* 1986)

- Polenz, Karin (* 1962), deutsche Künstlerin (Bildhauerei und Fotografie)
- Polenz, Magdalena Isabella von (1698–1769), deutsche Bergwerksunternehmerin
- Polenz, Maximilian von (1837–1907), deutscher Geheimrat und Politiker, MdR
- Polenz, Peter von (1928–2011), deutscher Sprachwissenschaftler, Germanist und Hochschullehrer
- Polenz, Ruprecht (* 1946), deutscher Politiker (CDU)Ruprecht Polenz (* 1946)

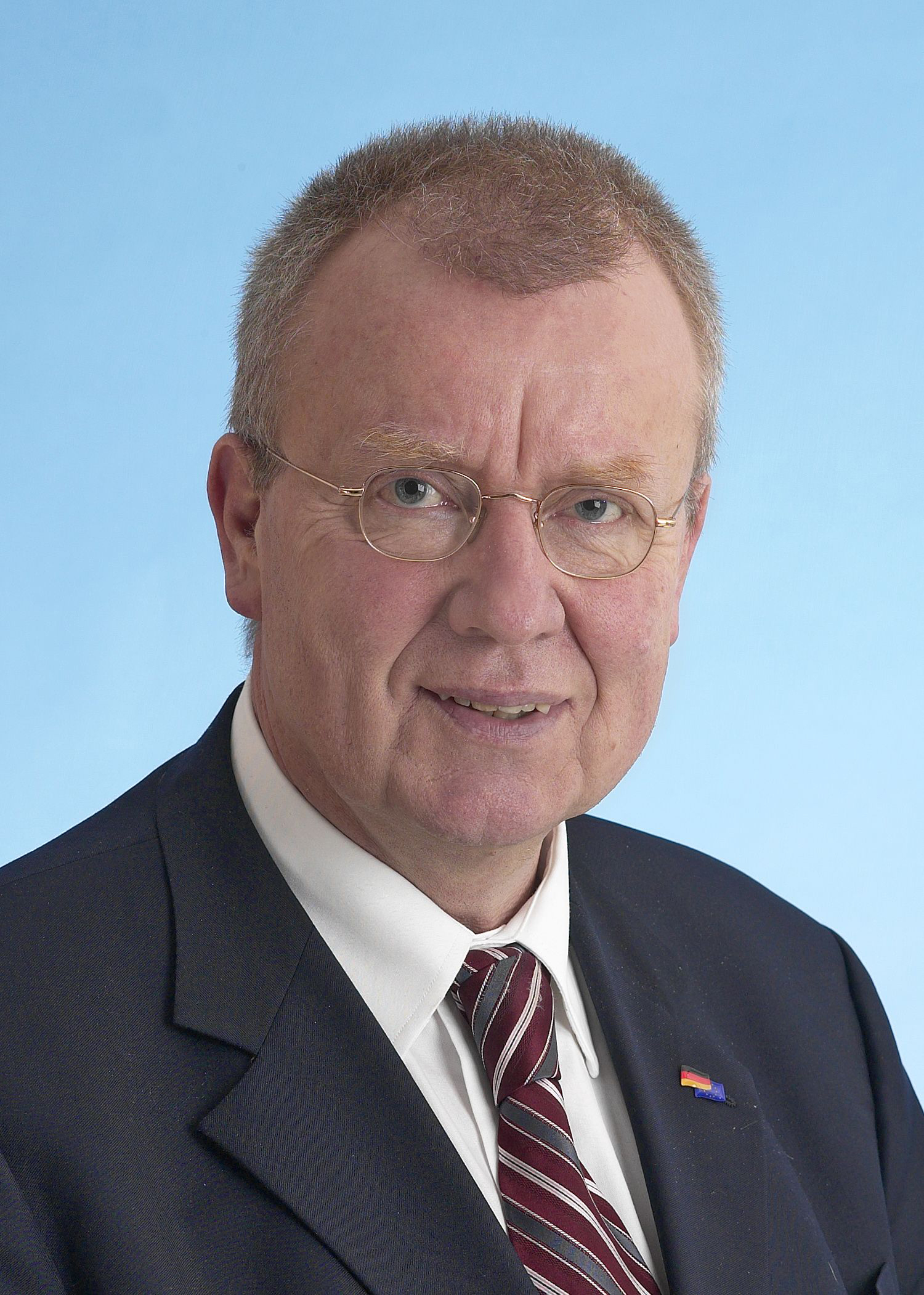
Ruprecht Polenz (* 1946)

- Polenz, Serafim (1925–2001), deutscher Architekt und Denkmalpfleger
- Polenz, Wilhelm von (1861–1903), deutscher Heimatdichter
- Polenzani, Matthew (* 1968), amerikanischer Opernsänger

### Poleo
- Poleo, Orlando (* 1962), venezolanischer Salsa- und Jazzmusiker

### Poler
- Polerio, Giulio Cesare (1548–1612), italienischer Schachspieler

### Poles
- Poles, Peter (* 1978), slowenischer Entertainer und Fernsehmoderator
- Poleschajew, Alexander Iwanowitsch († 1838), russischer Dichter
- Poleschtschuk, Alexander Fjodorowitsch (* 1953), russischer Kosmonaut
- Poleschtschuk, Anton Sergejewitsch (* 1987), russischer Eishockeyspieler
- Poleschuk, Danielle (* 1986), kanadische Freestyle-Skisportlerin
- Poleshchuk, Daniel (* 1996), israelischer Squashspieler
- Poleska, Anne (* 1980), deutsche Schwimmerin
- Polessnig, Josef (1930–2022), österreichischer Politiker (SPÖ), Landtagsabgeordneter und Wirtschaftskammerfunktionär

### Polet
- Polet, Jean (* 1944), französischer Archäologe, Ethnologe und Kunsthistoriker
- Polet, Julio Emilio (* 1898), argentinischer Radrennfahrer
- Poletajew, Fjodor Andrianowitsch (1909–1945), russischer Soldat und Resistenzakämpfer
- Poletajew, Igor Andrejewitsch (1915–1983), sowjetischer Kybernetiker
- Poletajew, Wiktor Jewgenjewitsch (* 1995), russischer Volleyballspieler
- Poletika, Pjotr Iwanowitsch (1778–1849), russischer Diplomat
- Poletika, Waldemar von (1888–1981), deutsch-russischer Geograph und Agrarwissenschaftler
- Poletti Corrales, Giuliana (* 2000), paraguayische Beachvolleyballspielerin
- Poletti, Bérengère (* 1959), französische Politikerin, Mitglied der Nationalversammlung
- Poletti, Charles (1903–2002), US-amerikanischer Politiker
- Poletti, Fabrizio (* 1943), italienischer Fußballspieler und Trainer
- Poletti, Felix (* 1965), Schweizer Skeletonfahrer
- Poletti, Giuliano (* 1951), italienischer Politiker
- Poletti, Kurt (* 1960), Schweizer Bobsportler
- Poletti, Rosette (* 1938), Schweizer Pflegeexpertin, Bildungswissenschaftlerin und Schriftstellerin
- Poletti, Syria (1917–1991), italienisch-argentinische Schriftstellerin und Journalistin
- Poletti, Ugo (1914–1997), italienischer Geistlicher, Kardinal der römisch-katholischen Kirche und Erzbischof von Spoleto
- Poletto, Cornelia (* 1971), deutsche Köchin, Unternehmerin, Moderatorin und BuchautorinCornelia Poletto (* 1971)

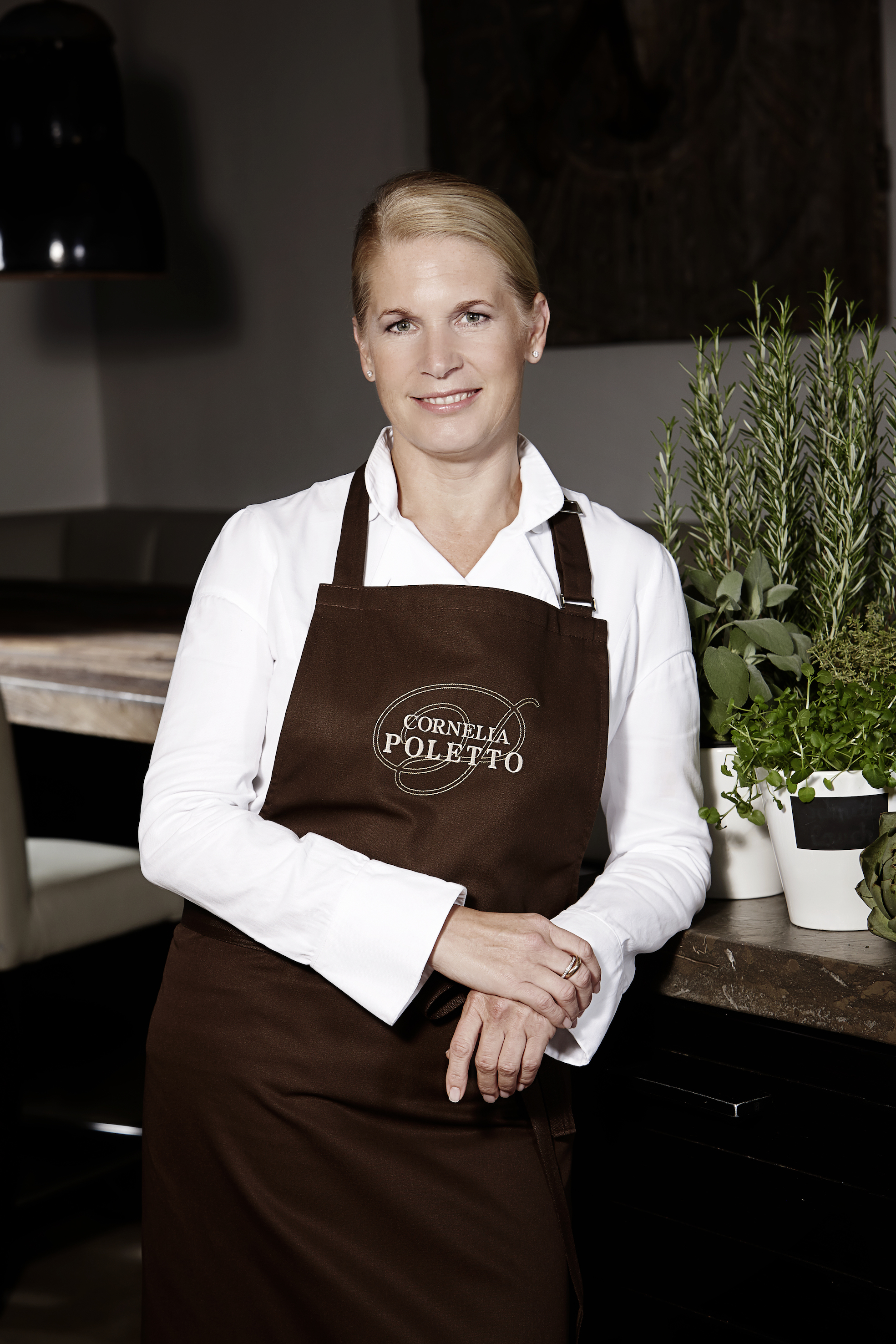
Cornelia Poletto (* 1971)

- Poletto, Ovidio (* 1935), italienischer Geistlicher, römisch-katholischer Bischof von Concordia-Pordenone
- Poletto, Severino (1933–2022), italienischer Geistlicher, Erzbischof und Kardinal von Turin, Kardinal der römisch-katholischen Kirche

### Poleu
- Poleuer, Metke († 1591), deutsche Frau, die aufgrund des Vorwurfs der Hexerei hingerichtet wurde

### Polew
- Polewiak, Czesław (* 1944), polnischer Radrennfahrer
- Polewoi, Boris Nikolajewitsch (1908–1981), sowjetischer Schriftsteller und Journalist
- Polewoi, Nikolai Alexejewitsch (1796–1846), russischer Journalist und Historiker
- Polewoi, Pjotr Nikolajewitsch (1839–1902), russischer Sprachwissenschaftler und Historiker
- Polewoi, Xenophon Alexejewitsch (1801–1867), russischer Journalist, Autor, Historiker und Literaturkritiker

### Poley
- Poley, Harry (1916–2003), deutscher Finanzbeamter und Vertriebenenfunktionär
- Poley, Johannes († 1462), deutsch-österreichischer Zisterzienser und Abt
- Poley, Robert, englischer Kurier und Spion
- Poley, Viola (* 1955), deutsche Ruderin